# Final de la Copa Asiática 1988
La final de la Copa Asiática de 1988 fue jugada en el Estadio Al-Ahli el 18 de diciembre del año 1988, los finalistas del torneo fueron la selección de Corea del Sur y la selección de Arabia Saudita, el campeonato fue ganado por los saudíes luego de que el encuentro terminase sin goles teniendo que recurrir a la instancia de la tanda de penales para dirimir al campeón, momento en el cual Arabia Saudita fue más efectivo que los coreanos en los lanzamientos, adjudicándose su segunda corona asiática.

## Enfrentamiento
| Bandera de Corea del Sur | vs. | Bandera de Arabia Saudita |
| Corea del Sur 0 (3)      | vs. | Arabia Saudita 0 (4)      |
| ------------------------ | --- | ------------------------- |

## Camino a la final
| Equipo                 | Pts. | PJ | PG | PE | PP | GF | GC | Dif |
| ---------------------- | ---- | -- | -- | -- | -- | -- | -- | --- |
| Corea del Sur          | 8    | 4  | 4  | 0  | 0  | 9  | 2  | 7   |
| Irán                   | 5    | 4  | 2  | 1  | 1  | 3  | 3  | 0   |
| Catar                  | 4    | 4  | 2  | 0  | 2  | 7  | 6  | 1   |
| Emiratos Árabes Unidos | 2    | 4  | 1  | 0  | 3  | 2  | 4  | -2  |
| Japón                  | 1    | 4  | 0  | 1  | 3  | 0  | 6  | -6  |

| Equipo         | Pts. | PJ | PG | PE | PP | GF | GC | Dif |
| -------------- | ---- | -- | -- | -- | -- | -- | -- | --- |
| Arabia Saudita | 6    | 4  | 2  | 2  | 0  | 4  | 1  | 3   |
| China          | 5    | 4  | 2  | 1  | 1  | 6  | 3  | 3   |
| Siria          | 4    | 4  | 2  | 0  | 2  | 2  | 5  | -3  |
| Kuwait         | 3    | 4  | 0  | 3  | 1  | 2  | 3  | -1  |
| Baréin         | 2    | 4  | 0  | 2  | 2  | 1  | 3  | -2  |

## Partido
| 1          | Guardameta     | Cho Byung-deuk  |     |
| 2          | Defensa        | Park Kyung-hoon |     |
| 5          | Defensa        | Chung Yong-hwan |     |
| 13         | Defensa        | Cho Yoon-hwan   |     |
| 17         | Defensa        | Gu Sang-bum     |     |
| 4          | Centrocampista | Cho Min-kook    |     |
| 8          | Centrocampista | Chung Hae-won   |     |
| 10         | Centrocampista | Ham Hyun-gi     | 49' |
| 19         | Centrocampista | Yeo Bum-kyu     |     |
| 14         | Delantero      | Hwang Sun-hong  | 58' |
| 16         | Delantero      | Kim Joo-sung    |     |
| Entrenador | Entrenador     | Lee Hoe-taik    |     |

| 1          | Guardameta     | Abdullah Al-Deayea      |      |
| 2          | Defensa        | Abdullah Al-Dosari      |      |
| 4          | Defensa        | Ahmed Jameel Madani     |      |
| 5          | Defensa        | Saleh Nu'eimeh          |      |
| 13         | Defensa        | Mohamed Abd Al-Jawad    |      |
| 6          | Centrocampista | Saleh Al-Saleh          |      |
| 8          | Centrocampista | Fahad Al-Bishi          |      |
| 9          | Centrocampista | Majed Abdullah          |      |
| 10         | Centrocampista | Fahad Al-Musaibeah      |      |
| 15         | Delantero      | Yousuf Al-Thunayan      | 105' |
| 17         | Delantero      | Saad Al-Dossary         | 72'  |
| Entrenador | Entrenador     | Carlos Alberto Parreira |      |

| 11 | Delantero | Byun Byung-joo | 49' |
| 6  | Delantero | Lee Tae-ho     | 58' |

| 11 | Defensa | Mohaisen Al-Jam'an | 72'  |
| 7  | Defensa | Youssef Al-Dossary | 105' |

| Amonestado | 50'  | Kim Joo-sung |
| Amonestado | 71'  | Gu Sang-bum  |
| Amonestado | 109' | Yeo Bum-kyu  |

| Amonestado | 33' | Mohamed Abd Al-Jawad |

| Cho Min-kook   | Fallo de penal (Desviado) | 0 : 0 |                           |                      |
|                |                           | 0 : 1 | Acierto de penal          | Saleh Nu'eimeh       |
|                |                           |       |                           |                      |
| Lee Tae-ho     | Acierto de penal          | 1 : 1 |                           |                      |
|                |                           | 1 : 1 | Fallo de penal (Desviado) | Mohamed Abd Al-Jawad |
| Byun Byung-joo | Acierto de penal          | 2 : 1 |                           |                      |
|                |                           | 2 : 2 | Acierto de penal          | Majed Abdullah       |
| Kim Joo-sung   | Acierto de penal          | 3 : 2 |                           |                      |
|                |                           | 3 : 3 | Acierto de penal          | Saleh Al-Saleh       |
| Cho Yoon-hwan  | Fallo de penal (Desviado) | 3 : 3 |                           |                      |
|                |                           | 3 : 4 | Acierto de penal          | Fahad Al-Bishi       |

| Árbitro | Michel Vautrot |

| 1          | Guardameta     | Cho Byung-deuk  |     |
| 2          | Defensa        | Park Kyung-hoon |     |
| 5          | Defensa        | Chung Yong-hwan |     |
| 13         | Defensa        | Cho Yoon-hwan   |     |
| 17         | Defensa        | Gu Sang-bum     |     |
| 4          | Centrocampista | Cho Min-kook    |     |
| 8          | Centrocampista | Chung Hae-won   |     |
| 10         | Centrocampista | Ham Hyun-gi     | 49' |
| 19         | Centrocampista | Yeo Bum-kyu     |     |
| 14         | Delantero      | Hwang Sun-hong  | 58' |
| 16         | Delantero      | Kim Joo-sung    |     |
| Entrenador | Entrenador     | Lee Hoe-taik    |     |

| 1          | Guardameta     | Abdullah Al-Deayea      |      |
| 2          | Defensa        | Abdullah Al-Dosari      |      |
| 4          | Defensa        | Ahmed Jameel Madani     |      |
| 5          | Defensa        | Saleh Nu'eimeh          |      |
| 13         | Defensa        | Mohamed Abd Al-Jawad    |      |
| 6          | Centrocampista | Saleh Al-Saleh          |      |
| 8          | Centrocampista | Fahad Al-Bishi          |      |
| 9          | Centrocampista | Majed Abdullah          |      |
| 10         | Centrocampista | Fahad Al-Musaibeah      |      |
| 15         | Delantero      | Yousuf Al-Thunayan      | 105' |
| 17         | Delantero      | Saad Al-Dossary         | 72'  |
| Entrenador | Entrenador     | Carlos Alberto Parreira |      |

| 11 | Delantero | Byun Byung-joo | 49' |
| 6  | Delantero | Lee Tae-ho     | 58' |

| 11 | Defensa | Mohaisen Al-Jam'an | 72'  |
| 7  | Defensa | Youssef Al-Dossary | 105' |

| Amonestado | 50'  | Kim Joo-sung |
| Amonestado | 71'  | Gu Sang-bum  |
| Amonestado | 109' | Yeo Bum-kyu  |

| Amonestado | 33' | Mohamed Abd Al-Jawad |

| Cho Min-kook   | Fallo de penal (Desviado) | 0 : 0 |                           |                      |
|                |                           | 0 : 1 | Acierto de penal          | Saleh Nu'eimeh       |
|                |                           |       |                           |                      |
| Lee Tae-ho     | Acierto de penal          | 1 : 1 |                           |                      |
|                |                           | 1 : 1 | Fallo de penal (Desviado) | Mohamed Abd Al-Jawad |
| Byun Byung-joo | Acierto de penal          | 2 : 1 |                           |                      |
|                |                           | 2 : 2 | Acierto de penal          | Majed Abdullah       |
| Kim Joo-sung   | Acierto de penal          | 3 : 2 |                           |                      |
|                |                           | 3 : 3 | Acierto de penal          | Saleh Al-Saleh       |
| Cho Yoon-hwan  | Fallo de penal (Desviado) | 3 : 3 |                           |                      |
|                |                           | 3 : 4 | Acierto de penal          | Fahad Al-Bishi       |

| Árbitro | Michel Vautrot |

|                           |
| Bandera de Arabia Saudita |
| Campeón Arabia Saudita    |
| 2.do título               |